# Cerianthus medusula
Cerianthus medusula är en korallart som först beskrevs av Carl Benjamin Klunzinger 1877.  Cerianthus medusula ingår i släktet Cerianthus och familjen Cerianthidae. Inga underarter finns listade i Catalogue of Life.